# Max von Vopelius
Max von Vopelius (* 27. Juli 1872 in Sulzbach/Saar; † 13. Juli 1932 ebenda; vollständiger Name: Maximilian Ludwig Johann von Vopelius) war ein deutscher Unternehmer in der Glasindustrie und saarländischer Politiker.
Er war der Sohn des Glashüttenbesitzers Richard von Vopelius. Im Jahr 1892 legte Max von Vopelius seine Abitur-Prüfung am Ludwigsgymnasium Saarbrücken ab. Er studierte Chemie, Rechtswissenschaft und Volkswirtschaft an der Ruprecht-Karls-Universität Heidelberg und wurde 1893 Mitglied des Corps Guestphalia Heidelberg. Er beendete sein Studium an der Friedrich-Wilhelms-Universität Berlin und wurde 1895 in Halle (Saale) zum Dr. phil. promoviert. Beim Zusammenschluss der Vopeliushütten und der Wentzelhütten im Jahr 1914 wurde er zum Geschäftsführer ernannt.
1924 gründete er in Sulzbach die Richard-Hütte für Glasfabrikation, in der er neue Techniken zur Herstellung von Tafelglas zum Einsatz brachte. Nachdem sich auch die Konkurrenz an die Technik angepasst hatte, war sein Unternehmen nicht mehr wettbewerbsfähig und wurde im Jahr 1929 geschlossen.
Max von Vopelius war Vorsitzender des Arbeitgeberverbands des Saargebiets, Vorsitzender der Deutschen Glastechnischen Gesellschaft und Vorsitzender der Wärmetechnischen Beratungsstelle der Deutschen Glasindustrie. Daneben gehörte er von 1922 bis 1928 dem Landesrat des Saargebiets für die Liberale Volkspartei (ab 1924: Deutsch-Saarländische Volkspartei) an. Am 9. Juli 1932 verlieh ihm die Technische Hochschule Hannover die Ehrendoktorwürde (als Dr.-Ing. E. h.).